# 巴尔伯里耶
巴尔伯里耶（法語：Barberier，法語發音：[baʁbəʁje]）是法国阿列省的一个市镇，位于该省中南部，属于穆兰区。

## 地理
巴尔伯里耶（46°13'4"N, 3°14'45"E）面积8.08 平方千米，位于法国奥弗涅-罗讷-阿尔卑斯大区阿列省，该省份为法国中部省份，北起涅夫勒省、西北接谢尔省，西南至克勒兹省，南至多姆山省，东南临卢瓦尔省，东临索恩-卢瓦尔省。
与巴尔伯里耶接壤的市镇（或旧市镇、城区）包括：巴耶、布鲁-韦尔内、埃特鲁萨、圣日耳曼德萨勒。

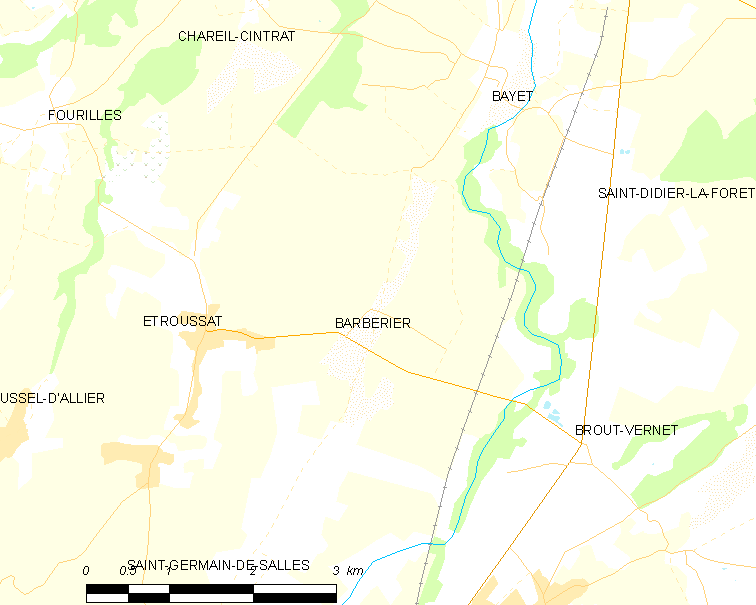
巴尔伯里耶的OSM定位图

巴尔伯里耶的时区为UTC+01:00、UTC+02:00（夏令时）。

## 行政
巴尔伯里耶的邮政编码为03140，INSEE市镇编码为03016。

## 政治
巴尔伯里耶所属的省级选区为加纳县。

## 人口

1962-2008年间巴尔伯里耶人口变化图示

巴尔伯里耶于2022年1月1日时的人口数量为142人。